# Bula d'Amunt
Bula d'Amunt (['buləðə'mun], en francès Boule-d'Amont), antigament Bula Subirana, és un poble de 66 habitants de la comuna del mateix nom, a la comarca Rosselló, a la subcomarca dels Aspres, de la Catalunya del Nord.
S'hi troba el priorat de Santa Maria de Serrabona. Consta, a més del poble de Bula d'Amunt, dels nuclis d'Arsós i el Veïnat de Baix.

## Etimologia
Joan Coromines explica que apareix sovint a la Catalunya Nord com a topònim associat a valls o cursos d'aigua. Després d'una llarga reflexió associa el topònim a una arrel sorotàptica, preromana d'origen indoeuropeu, bula, associada a la forma també indoeuropea que dona lloc a la forma llatina gǔla (d'on prové el català gola), amb un significat que s'ajusta a les valls tancades i muntanyenques on s'aplica. D'amunt o Sobirà s'hi aplicà per contraposició a Bulaternera, població situada en un nivell altimètric inferior, al peu de Bula d'Amunt.

## Geografia

Situació de la comuna de Bula d'Amunt en el Rosselló

### Localització i característiques generals del terme
El terme comunal de Bula d'Amunt, de 232.200 hectàrees d'extensió, és situat al nord-oest de la subcomarca dels Aspres, en una zona de relleu muntanyós i trencat, que ofereix les màximes altituds al sud-oest per anar davallant cap al nord-est, sense acabar d'arribar al Riberal de la Tet, on es troba el poble de Bulaternera. És al límit de les comarques del Conflent i del Rosselló.
A part del Veïnat de Baix i de Sant Joan d'Arsós, el terme de Bula d'Amunt conté diversos antics veïnats i masies disperses que s'han anat despoblant en el curs dels darrers cinquanta anys, i actualment són deshabitats.
Aquest terme comprèn quasi tota la riba esquerra del Bulès, des de la carena que en delimita la vall a ponent, que és descrita en el paràgraf següent. Aquest vessant esquerra, oest, del riu està format per tota una sèrie de valls aproximadament paral·leles, quasi totes de sud-oest a nord-est. Al nord del terme, la vall del Còrrec de l'Infern, amb el seu afluent, el Còrrec d'en Clapera, on hi ha els masos de Can Manent, Can Clapera, les ruïnes del Peiró i la Salvetat. Just al sud d'aquesta primera vall hi ha la vall del Còrrec d'en Manent, que conté Can Mosso i Can Bassol en el vessant sud de la carena, al voltant dels 700 m alt, que separa aquestes dues primeres valls. Encara més al sud, hi ha la vall del Còrrec Gros, que conté en el seu vessant nord, el Veïnat de Baix: Can Castanyer, Can Colom, Can Moliner, Can Pere Fines i les restes d'altres masos. Més a migdia, la vall del Còrrec d'en Fines, que conté, en el seu vessant nord, el monestir de Santa Maria de Serrabona, el Mas Sageloli i les restes de les masies de Can Llemosí i el Mas Pla.
Tot seguit, sempre cap al sud, els curts còrrecs de la Barja i de la Socatera, i tot seguit la vall, més llarga i marcada, del Còrrec de la Corbera, que té la masia de Can Rauc i les restes de les Fontanilles i Can Piquet. Després, més al sud, el Còrrec d'en Cesta, amb les masies de Can Cesta, el Mas Domingo, el Mas Bolet i el Mas Miquelet, que formen el petit nucli dels Masos, Can Mestre Pere i Can Gironi, a més de les ruïnes de Can Xandre. Continuant cap al sud, el Còrrec d'en Cristau, que té en el seu extrem de llevant el poble de Bula d'Amunt, amb les restes de la masia de Can Cristau; tot seguit el curt Còrrec del Mas del Capellà, i més cap a migdia el Còrrec d'Arsós, amb el Còrrec de Parabols, que discorre del nord-oest al sud-est, diferentment dels anteriors. Aquesta vall té a la seva part superior el Mas d'Arsós i l'església romànica de Sant Joan d'Arsós, a més del Mas d'en Taix i, al capdavall, Can Bota. Ja a l'extrem sud del terme hi ha una part de la vall del Còrrec d'en Batana, amb Cal Peire, el Mas d'en Batana, el Mas d'en Doble, el Mas Verger, el Mas Terrís, i al capdavall, el Mas Terrades. Al límit meridional, a la mateixa vall del Bulès, hi ha el Mas Celles, antigament el Casot. A la mateixa zona hi havia uns molins, ara desapareguts.
El termenal de llevant del terme de Bula d'Amunt és íntegrament, de sud a nord, marcat pel curs del Bulès. La resta del terme està format pels vessants orientals de la carena termenal amb Glorianes i que suposa la separació de les comarques del Conflent i del Rosselló. Aquesta carena conté el punt més elevat del terme de Bula d'Amunt: el cim de Santa Anna dels Quatre Termes, de 1.340,6 m alt, al racó sud-oest del terme. Des d'ell, el seu contrafort septentrional forma tot el termenal occidental: Puig Sobirana, o Sobirà, de 1.302,2 m alt, Roca Durena, de 1.201, Coll de les Arques, a 1.013,8, el Cementiri dels Moros, a 1.012, on hi ha el dolmen d'aquest nom, el Pic d'en Serradell, de 1.026,9, el Pic Ambrosi, de 977,5, la Roca Roja, de 1.012,9, la Roca Grillera, de 947,5, i el triterme amb Glorianes i Rodès, a 775 m alt, on comença el sector nord del termenal.
Aquest límit nord del terme de Bula d'Amunt segueix una carena, la que emmarca pel nord la vall del Còrrec de l'Infern, de primer arrodonida de sud a nord-est, i després més recta, que va davallant dels 775 m alt abans esmentats fins als 221,1 al lloc on el termenal creua la llera del Bulès. D'altra banda, el límit sud del terme, que parteix cap a llevant des de Santa Anna dels Quatre termes, només segueix la carena del contrafort est d'aquesta muntanya uns 650 metres, on arriba a l'altitud de 1.140 metres; tot seguit comença a davallar cap al sud pel vessant de la muntanya fins als 919,2 m alt, sense seguir cap accident geogràfic. Tot seguit, dibuixa un arc cap al sud-est, igualment sense seguir cap accident, fins que a 592,4 m alt, arriba al Còrrec d'en Batana, que segueix aigües avall fins als 541,3, a la zona on hi havia hagut el Molí d'en Quers, al sud-oest del Mas d'en Doble. Aleshores, gira de cop cap al sud-oest, seguint el Còrrec del Cortal d'en Batana, fins que arriba, a 758,8 m alt, a 271 metres al nord-est del poble de la Bastida. Després, i encara de forma arbitrària, va cap al sud, formant un encaix davant, també al nord-est d'aquest darrer poble, fins que arriba, a 760,3 m alt, a 221 metres de distància de la Bastida, on torç cap a l'est i al cap de 22 metres cap al nord, fins que 100 metres després gira cap al nord-est, i baixa des dels 748,1 m alt fins a la llera del Bulès, a 528,9, tancant així el perímetres del terme comunal.
Termes municipals limítrofs:
| Rodès     | Bulaternera | Casafabre         |
| Glorianes |             | Queixàs           |
|           | La Bastida  | Prunet i Bellpuig |

### El poble de Bula d'Amunt

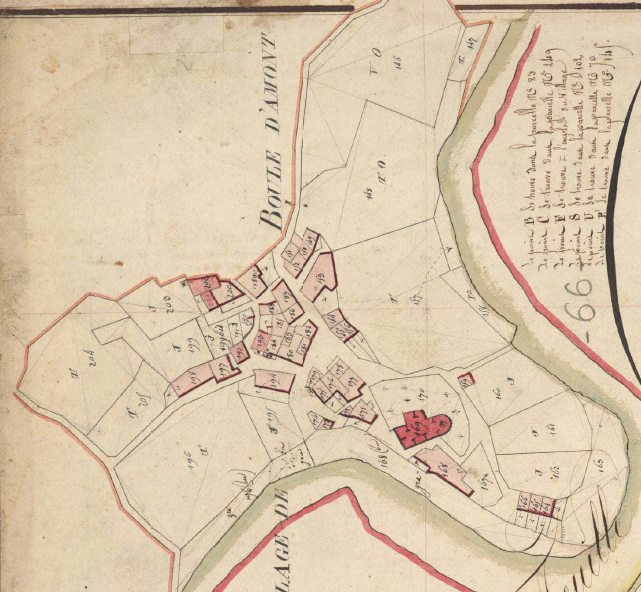
Bula d'Amunt en el Cadastre napoleònic del 1812 (Arxius Departamentals dels Pirineus Orientals, ADPO)

Situat a l'esquerra del Bulès, a prop de l'extrem sud-est del terme, el poble de Bula d'Amunt està agrupat en un petit nucli que havia format una cellera, amb l'església parroquial de Sant Sadurní de Bula d'Amunt en el seu extrem sud-oriental.
El poble a penes té tres carrers, a part de la carretera, on hi ha la Casa del Comú, i una vintena de cases. Al davant mateix del poble, a llevant, a l'altra riba del Bulès, hi ha el veïnat del Serrat, pertanyent al terme comunal de Prunet i Bellpuig.

### Arsós, o Sant Joan d'Arsós

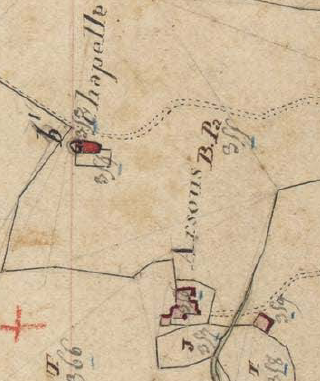
Arsós en el Cadastre napoleònic del 1812 (ADPO)

L'antic poble d'Arsós, ara reduït a alguns masos entorn del Mas d'Arsós, està situat a la meitat meridional del terme comunal de Bula d'Amunt, a prop i a ponent del poble cap del terme. Compta amb l'església romànica de Sant Joan d'Arsós, el Mas d'Arsós i el Mas d'en Taix, a més de les ruïnes d'altres masos, com Can Cristau, Cal Roi, Can Lilí o el Mas Ribera.

### El Veïnat de Baix

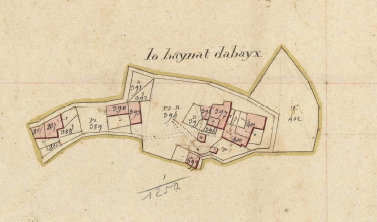
El Veïnat de Baix en el Cadastre napoleònic del 1812 (ADPO)

El Veïnat de Baix està situat a la meitat septentrional del terme, al nord-oest de Serrabona.
Hi havia les cases de Can Castanyer, Can Colom, Can Moliner i Can Pere Fines. En l'actualitat la major part d'aquestes cases són abandonades i en ruïnes.
Antigament aquest veïnat formava part de la comuna de Serrabona, una de les comunes suprimides el 1822 a causa de la seva poca població, i annexada a Bula d'Amunt.

### Els Masos, o Can Miquelet

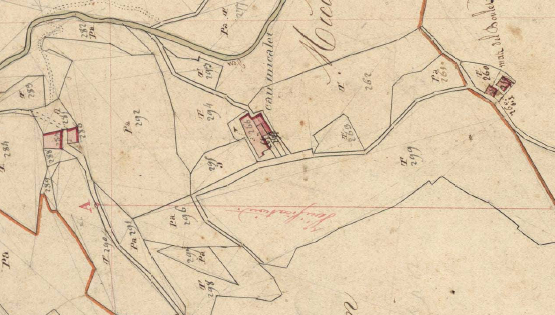
Els Masos en el Cadastre napoleònic del 1812 (ADPO)

A prop, a ponent i en un nivell altimètric superior respecte del cap de la comuna es troba el veïnat dels Masos, format principalment, d'oest a est, pel Mas Domingo, Can Miquelet i el Mas Bulet.

### Serrabona

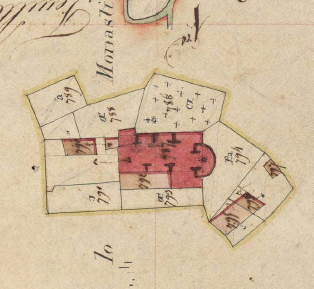
Serrabona en el Cadastre napoleònic del 1812 (ADPO)

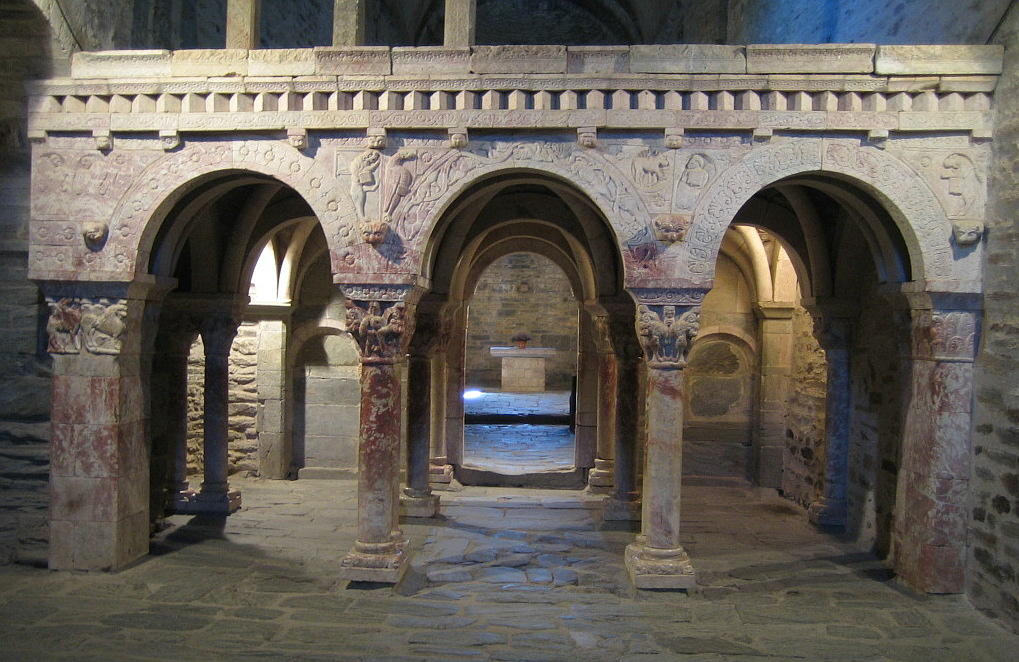
Tribuna de Serrabona

Serrabona fou un poble rural d'hàbitat dispers que disposà de comuna pròpia fins al segle xix (el 1822 s'uní a Bula d'Amunt). Centrava el poble l'antic priorat de canonges agustins de Santa Maria de Serrabona. Està situat en el centre del terç septentrional del terme de Bula d'Amunt, amb accés per carretera des de prop de Casafabre. També en formava part el Veïnat de Baix.

### El Pont d'en Xandre
A l'extrem oriental de la part central del terme, ran de la comuna de Prunet i Bellpuig, al nord del poble de Bula d'Amunt, es troba el Molí d'en Xandre, a la riba esquerra del Bulès. Un camí que prové de la carretera D - 618 passa ran del Molí d'en Xandre, travessa el riu per un pont, i entra en el terme de Prunet i Bellpuig. Aquest pont és l'anomenat Pont d'en Xandre, romànic.

### Veïnats antics de Bula d'Amunt
Estan documentats documentalment diversos veïnats ara desapareguts, com ara el Vilar (locus ubi vocant Villareto, 942), Civenac (Civennago, 1011), el Mas d'en Taix (mansum ubi habitat Bernardus, 1074), la Salvetat (la Salvetat de parrochia Ste. Marie de Serrabona, 1329), Lausic (Lausis, parrochia de Serrabona, 1373), els Casals. Molts d'aquests veïnats formaren part de la comuna de Serrabona.

### Els dòlmens de Bula d'Amunt
Dins d'aquest terme s'han conservat dos dòlmens, l'anomenat Cementiri dels Moros, a l'oest del centre del terme, el Dolmen del Pla de les Eugues, al sud-oest, i el Dolmen de Moragues, o del Cortal d'en Vilar, descobert el 2002.

### Els masos del terme
Podem classificar els masos del terme de Bula d'Amunt en tres categories: els actualment existents, els que es troben abandonats i en ruïnes i els que ja són noms antics, actualment desapareguts. Els que encara subsisteixen són l'Antic Forn de Calç, Cal Mosso, abans Can Manent, Cal Pieire, abans Can Correu, Cal Pillat, Cal Rauc, Cal Roi, Can Badia, o Can Marquet, Can Baró, Can Bassol, abans Can Clapera, Can Bota, Can Cassany, abans Can Centhomes, Can Castanyer, Can Cesta, Cam Geroni, Can Lilí, Can Manent, abans els Casals, Can Mestre Pere, abans Cal Cisteller, Can Turon, abans Can Verdaguer, la Casa Cantonyera, avui Relais de Serrabona, el Cortal, el Cortal de la Salvetat, el Cortal del Jon, el Cortal del Peiró, el Cortal d'en Tubert, el Cortal de Ribera, o d'en Lladeres, la Fàbrica, Mas Bastit, Mas Celles, Mas d'Arsós, o Arsós, Mas de l'Aucell, Mas del Bolet, Mas del Capellà, abans Cal Roi, Mas d'en Doble, Mas d'en Taix, o d'en Teix, Mas d'en Trullars, o la Verdeguera, Mas d'en Vergers, Mas Domingo, Mas Fines, Mas Rostany, Mas Sageloli, Mas Terrades, Mas Terrís, Mas Tubert, abans Can Tubert, el Molí d'en Blanc, el Molí d'en Fabra, la Salvetat i la Vall Freda. El Cementiri actual també és una construcció aïllada. Són en ruïnes: Can Colom, Can Cristau, Can Llemosí, Cal -o Can- Moliner, Can Pere Fines, Can Xandre, els Cortals del Vilar, Mas de l'Isern, Mas d'en Batana, Mas Pla, Mas Ribera, els Masos, o Can Miquelet, el Molí d'Avall, el Molí d'en Quers, o de les Dones i la Noguereda, o Mas de la Noguereda. També hi ha una Capella en ruïnes. Entre els ja desapareguts es compten Cal Bastit, Can Centhomes, el Cortal d'en Català,. Altres construccions aïllades són el Pont dels Dos Arcs, el Pont d'en Xandre i el Pou de Gel.

### Els cursos d'aigua
El Bulès és el riu principal del terme, però només pertany al terme de Bula d'Amunt la riba esquerra del riu. Tot el terme forma un vessant cap a aquest riu, format per tot de còrrecs que hi aflueixen. Aquests còrrecs són, de sud a nord: el Còrrec Petit, el Còrrec d'en Batana, que porta les afluències dels còrrecs de la Castanyera, de l'Isern, del Camp Llarg, de la Cabaneta, del Camp del Clot, de la Noguereda i del Mas d'en Raliquet, el Còrrec d'en Vergers, el d'en Terrís, el Còrrec d'Arsós, amb els còrrecs dels Vernedals, de Ribera i de Pararols com a afluents, el Còrrec d'en Lilí, el Còrrec d'en Cristau, el Còrrec d'en Cesta, amb el d'en Miquelet, el Còrrec d'en Tubert, el Còrrec de les Arengades, o del Terra Roig, el Còrrec de la Corbera, amb l'aportació del Còrrec del Vilar, el Còrrec de la Socatera, el Còrrec de l'Esbarja, el Còrrec d'en Fines, el Còrrec Gros, o de Passa Lluís a la part inferior, amb els còrrecs del Moliner i del Lladerner, el Còrrec d'en Manent, amb els còrrecs de la Costa i de l'Ametller, i el Còrrec de Roca Bru, amb els còrrecs d'en Clapera i de l'Infern.
Diverses fonts importants es troben en el terme de Bula d'Amunt: la Font, la Font captada de Can Cristau, la Font captada del Mas Domingo, la Font de Cal Mosso, la de Cal Pieire, la de Can Rauc, la del Camp de la Quillera, la del Mas d'Arsós, la del Mas d'en Teix, la del Mas Pla, la del Mas Tubert, la del Mas Vergers, la dels Masos, la del Vinyer de l'Oratori i la de Santa Anna.

### El relleu
Nombrosos dels topònims de Bula d'Amunt reflecteixen formes de relleu. Així, s'hi troben obagues, com el Bac de la Capella, el del Castell, el del Còrrec Gros, el de l'Isern, el del Perroquet, el d'en Carles i el d'en Fines; clots: Clot Martí; colls: el Coll de Canoetes, el Coll de l'Aspic, el Coll de les Arques, el Coll del Peiró, el Coll de Saleig; comes: Coma d'Arsós; muntanyes: Pic de l'Oratori, Pic d'en Serradell, Pic Fabra, Pic Vedell, Puig de les Sises, Puig Sobirana, o Puig Sobirà, Roca Roja i Santa Anna dels Quatre Termes; planes: Pla de les Eugues, Planell, o Planal, de la Roqueta, els Plans d'Arsós, els Plans del Rourer d'en Bordes; roques: Roca Bru, Roca d'Aurenc, Roca de la Castanyera d'en Tillet, Roca Grillera i el Roc Negre; serres i serrats: Serrat Paleter; solanes: el Solà de l'Ametller, el Solà del Pla de les Eugues, el Solà d'en Domingo, el Solà de Puig Sobirana, el Solà de Roca d'Aurenc i la Solana del Vilar;

### El terme comunal
Les partides o indrets específics del terme de Bula d'Amunt són els següents: Arsós, les Artigues, Bearnès, les Caires, les Caires d'en Carot, Calbet d'en Son, Cal Cisteller, Cal Moliner, Cal Mosso, Cal Rauc, Cal Ribera, Cal Roi, Cal Tort, el Camp de la Quillera, el Camp Gran, les Canals de Roca Grillera, Can Centhomes, Can Cesta, Can Clapera, Can Colom, Can Correu, Can Cristau, Can Dobles, Can Fines, Can Lilí, Can Manent, Can Miquelet, Canoetes, Can Pere Fines, Can Piquet, Can Tubert, Can Vergers, Can Xandre, els Casals, el Casot, el Cementiri dels Moros, el Cortal de la Salvetat, la Creu de Sant Joan, Dellà la Creu, les Fontanilles, l'Hort d'Avall, el Mas de l'Aucell, el Mas del Bolet, el Mas de l'Isern, el Mas d'en Teix, o d'en Tai, el Mas d'en Trullers, el Monestir, la Noguereda, Pararols, el Peiró, la Picada, el Pic Ambrosi, el Pinatell, la Roureda, la Roureda del Batlle, el Rourer d'en Bordes, la Socatera, Terrades, el Terra Roig, el Terrís, la Vall Freda, el Veïnat de Baix, o Serrabona, el Vernadal, el Vilar, el Vinyer de l'Oratori (dos de diferents) i el Vinyer d'en Bertran. Hi ha alguns noms antics, ja perduts, com les Cases d'Amunt, Civenac, la Corbera, Lausis, el Mont, Rabera, el Verger. Finalment, algun dels topònims indiquen senyals termenals: la Creu del Prat del Poll, la Roca d'Aurenc, la Roca de la Castanyera d'en Tillet i la Roca Grillera.

#### El Cadastre napoleònic
En el Cadastre napoleònic del 1812, Bula d'Amunt està dividit en dues seccions: Serrabona i Bula d'Amunt. La de Serrabona ocupa la meitat septentrional del terme i una bona part del sector est; la de Bula d'Amunt, tota la part sud-oest de la comuna i un petit tros de l'extrem sud-est. A Serrabona hi ha les partides de Rocabrú, el Vinyer de l'Oratori, lo Peiró, amb un cortal, los Casals, Pinatell, amb diverses construccions agràries, Can Manent, amb el mas d'aquest nom, Can Clapera, Cal Tort, amb el mas homònim, Clot Martí, Bearnès, lo Cortal de la Salvetat, amb el cortal d'aquest nom, el Solà d'en Domingo, el Solà de l'Ametller, el Bac del Castell, amb diverses construccions rurals, la Picada i Bossiguer, el Bac d'en Carles, Can Colom, amb el mas d'aquest nom, Cal Moliner, també amb el mas homònim, les Artigues, Can Cintomes, amb el mas així anomenat, la Roureda del Batlle, el Bac del Còrrec Gros, la Mureda, Can Pere Fines, la Canal de Roca Grillera, Dellà la Creu, amb mitja dotzena de construccions rurals, les Vinyes d'en Bertran, el Mas d'en Trulles, amb el mas d'aquest nom, el Bac del Perroquet, la Socatera, lo Terra Roig, la Solana del Vilar, el Bac d'en Fines, Can Fines, amb el Mas Fines, el Bac de la Capella, el Monestir, amb l'antic monestir de Santa Maria de Serrabona, el Vilar i Cal Rauc, amb quatre construccions rurals.
La secció de Bula d'Amunt conté el Puig de les Sises, los Mas, Can Cristau, amb el seu mas, Can Miquelet, també amb el mas d'aquest nom, el Mas del Bolet, amb el seu mas, el Mas de l'Ocell, igualment amb el mas d'aquest nom, el Vinyer de l'Oratori, Cal Cisteller, amb el mas homònim i una altra construcció rural, Can Xandri, amb el seu mas, el Mas Tubert, també amb el seu mas, Can Cesta, amb el mas homònim, el Puig Sobirana, el Mas de l'Isern, amb aquest mas, el Bac de l'Isern, el Pla de les Eugues, el Coll de les Creus, el Mas d'en Teix, amb el mas homònim, el Vernedal, Can Correu, amb el mas d'aquest nom, la Noguereda, amb el Mas Noguereda, la Creu de Sant Joan, amb el Mas d'en Batana, la Ribera, amb una construcció rural, Arsós, amb la capella de Sant Joan d'Arsós, el Planell de la Roqueta, Can Vergers, amb el Mas d'en Vergers, el Camp Gran, Pererols, la Ribera, lo Mas d'Arsós, Cal Roig, Can Lilí, les Caires i la Terrada, amb tres construccions rurals.

## Transports i comunicacions

### Carreteres
Travessa el terme de Bula d'Amunt una única carretera que passi pel nucli principal de població. És la D - 618 (N - 116, a Bulaternera - Els Banys d'Arles), que discorre quasi tot el seu tram de Bula d'Amunt justament pel termenal entre Bula d'Amunt i Casafabre, primer, Bula d'Amunt i Queixàs un breu tram, i Bula d'Amunt i Prunet i Bellpuig, finalment. En direcció sud, passa Sant Marçal (11,2 quilòmetres), Teulís (27,8), Palaldà (46,9) i els Banys d'Arles (49,4). En direcció nord, va a Bulaternera en 12,8 quilòmetres.
A part, hi ha la carretera departamental D - 84 (D - 618, a Bula d'Amunt - Serrabona), que mena al Priorat de Santa Maria de Serrabona des de la carretera que mena al poble cap de la comuna en 4,5 quilòmetres de fort desnivell.

### Transport públic col·lectiu
Bula d'Amunt està servit, pel que fa a transport públic, únicament pel TAD, el Transport a la demanda. Funciona únicament els diumenges i dies festius, i s'ha de sol·licitar per telèfon el dia abans.

### Els camins del terme
Solquen el terme de Bula d'Amunt un nombre elevat de camins. Uns són interiors del terme, com el Camí de Cal Mosso, el de Can Cesta, el de Can Cristau, el de Can Piquet, el de Can Rauc, el de Can Xandre, el de la Vall Freda, el del Mas Celles, el del Mas d'Arsós, el del Mas del Capellà, el del Mas de l'Isern, el del Mas d'en Doble, el del Mas d'en Teix, el del Mas Noguerol, el dels Masos, el del Mas Ribera, el del Vinyer d'en Bertran, el de Santa Anna, el de Serrabona, el Camí Vell de Serrabona, des de Bula d'Amunt, la Pista de Cal Mosso, la Pista de Cal Pieire, la Pista del Mas d'en Teix i la Ruta de Serrabona. D'altres camins uneixen Bula d'Amunt amb els termes veïns: el Camí de Glorianes, o del Coll de les Arques, el de la Bastida, el de Serrabona des de Glorianes, el de Santa Anna, o de Serrabona, des de Vallmanya, el Camí Vell de Glorianes, el Camí Vell de la Bastida, el Camí Vell de Serrabona des de Bulaternera i la Ruta de Bulaternera.

## Activitats econòmiques
L'orografia i la qualitat de la terra fan que el terme de Bula d'Amunt sigui bastant pobre, com a font de recursos. Poc més de 10 explotacions agràries hi subsisteixen, amb una certa presència d'arbres fruiters (presseguers, pomeres i albercoquers), tot just una mica de vinya, algunes hortalisses (enciams i escaroles), i una mica de cereals. Les extensions més grans són de prats i farratges, cosa que fa que existeixi una certa quantitat de bestiar, amb ramaderia extensiva de bovins i de cabrum, i ramats de marge a la zona de Serrabona.

## Història

### Prehistòria
Al Coll de les Arques es troba una sèrie de pedres dretes que són restes de dòlmens, en part destruïts. A prop, i damunt d'aquell coll, es troba un gran dolmen destruït, amb creus i altres gravats en les lloses de pedra. És conegut com el del Cementiri dels Moros. També hi ha el Dolmen del Pla de les Eugues.

### Història Medieval
Com d'altres llocs propers, Bula d'Amunt fou incorporada al vescomtat de Vallespir el 990. El nom que s'hi referia és Bula el 992, Bula Subirana el 1062 i Bula d'Amunt el 1385. Sant Miquel de Cuixà hi posseïa un bon nombre d'alous, i al segle xiii el senyoriu estava repartit entre Arnau de Cortsaví, Cuixà i el priorat de Serrabona. Al segle xiv el rei Jaume III de Mallorca confirmava les justícies de Bula d'Amunt i d'Arsós a Arnau de Castellví.

### Història Moderna
El 1632 Bula d'Amunt pertanyia al baró de la Llacuna, el 1670 a Paula de Taquí, i el 1770 a Francesc d'Oms.

### Història Contemporània
L'antic terme comunal de Serrabona, que incloïa el Veïnat de Baix, va ser fusionat el 1822 amb Bula d'Amunt.

## Demografia
Bula d'Amunt és la 32a entitat municipal dels Països Catalans amb menys població.

### Demografia antiga
La població està expressada en nombre de focs (f) o d'habitants (h)
| 17 f | 15 f | 22 f | 12 f | 30 f | 52 f | 290 f | 52 f | 56 f |

Font: Pélissier 1986

### Demografia contemporània
| Evolució de la població |      |      |      |      |      |      |      |      |
| 1793                    | 1800 | 1806 | 1821 | 1831 | 1836 | 1841 | 1846 | 1851 |
| 325                     | 286  | 329  | 339  | 522  | 536  | 557  | 561  | 526  |

| 1856 | 1861 | 1866 | 1872 | 1876 | 1881 | 1886 | 1891 | 1896 |
| ---- | ---- | ---- | ---- | ---- | ---- | ---- | ---- | ---- |
| 498  | 494  | 481  | 427  | 393  | 374  | 368  | 398  | 384  |

| 1901 | 1906 | 1911 | 1921 | 1926 | 1931 | 1936 | 1946 | 1954 |
| ---- | ---- | ---- | ---- | ---- | ---- | ---- | ---- | ---- |
| 372  | 362  | 380  | 235  | 185  | 168  | 143  | 149  | 110  |

| 1962 | 1968 | 1975 | 1982 | 1990 | 1999 | 2006 | 2008 | 2011 |
| ---- | ---- | ---- | ---- | ---- | ---- | ---- | ---- | ---- |
| 91   | 69   | 47   | 70   | 71   | 73   | 56   | 54   | 64   |

| 2013 |
| ---- |
| 66   |

Fonts: Ldh/EHESS/Cassini fins al 1999, després INSEE a partir deL 2004

### Evolució de la població

Població 1962-2008

## Administració i política

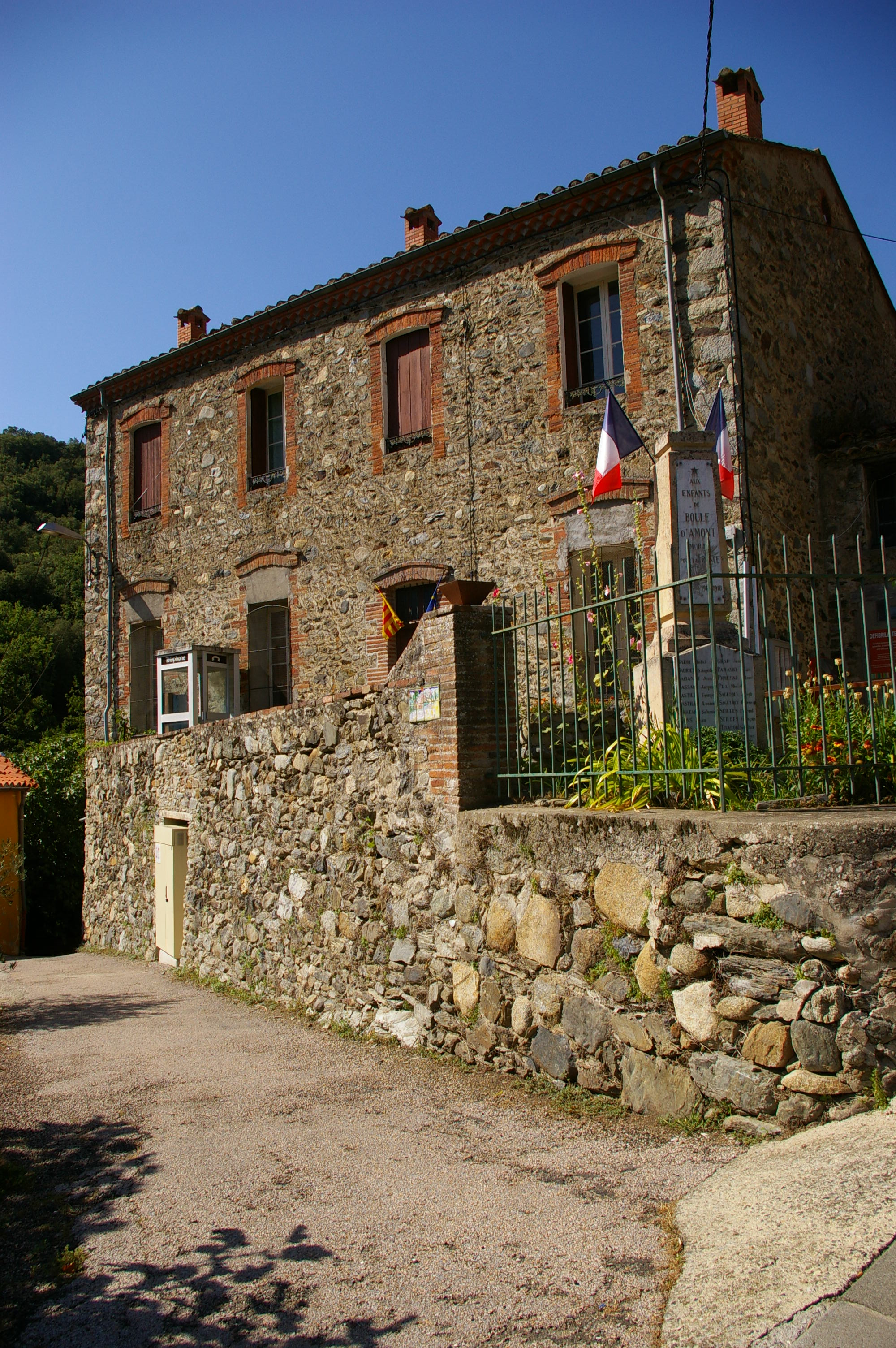
La Casa del Comú de Bula d'Amunt

### Batlles[12]
| Període                       | Nom           | Opció política | Comentaris |
| ----------------------------- | ------------- | -------------- | ---------- |
| Març del 1983 - Març del 2014 | Gérard Llense | DVG            |            |
| Març del 2014 - Moment actual | Yann Oheix    |                |            |

### Legislatura 2014 - 2020

#### Batlle
- Yann Oheix.

#### Adjunts al batlle[13]
- 1r:
- 2n: .

#### Consellers municipals
- René Batlle
- Claudine Botebol
- Irène Payre
- Laurent Romeu
- Claude Serre
- Marc Winterstein.

### Adscripció cantonal

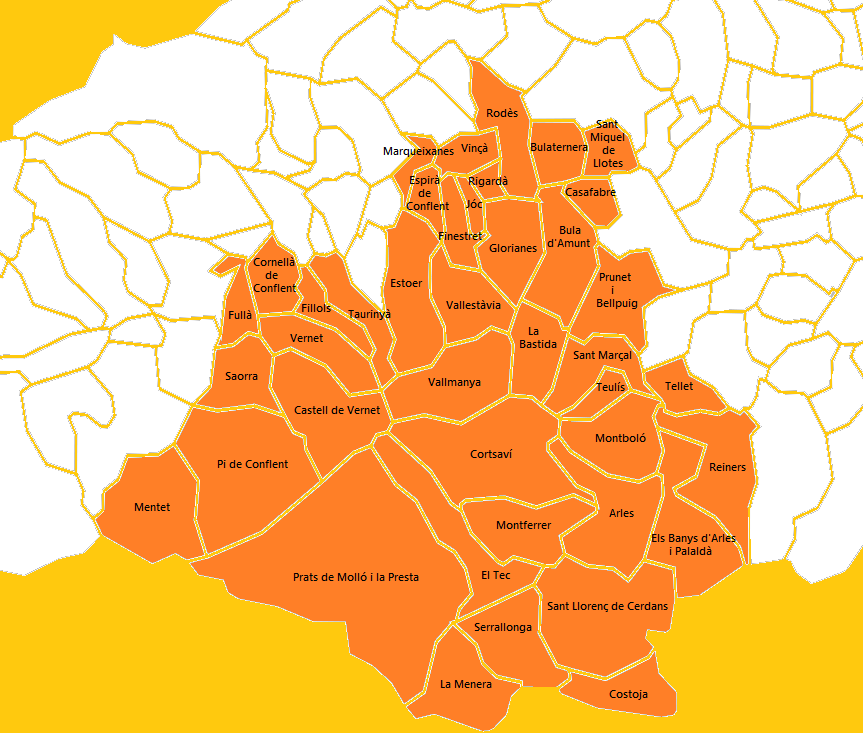
Mapa del Cantó del Canigó

A les eleccions cantonals del 2015 Bula d'Amunt ha estat inclòs en el cantó número 2, denominat El Canigó, amb capitalitat al poble dels Banys d'Arles, de la comuna dels Banys i Palaldà. Està format per les viles d'Arles, Prats de Molló i la Presta, Sant Llorenç de Cerdans, del Vallespir, i Vinçà, del Rosselló, i els pobles del Conflent de Castell de Vernet, Cornellà de Conflent, Espirà de Conflent, Estoer, Fillols, Finestret, Fullà, Glorianes, Jóc, Marqueixanes, Mentet, Pi de Conflent, Rigardà, Rodès, Saorra, Taurinyà, Vallestàvia, Vallmanya i Vernet, els del Rosselló de la Bastida, Bula d'Amunt, Bulaternera, Casafabre, Prunet i Bellpuig, Sant Marçal, Sant Miquel de Llotes, Tellet i Teulís, i els del Vallespir dels Banys i Palaldà, Cortsaví, Costoja, la Menera, Montboló, Montferrer, Reiners, Serrallonga i el Tec forma part del cantó número 2, del Canigó (nova agrupació de comunes fruit de la reestructuració cantonal feta amb motiu de les eleccions cantonals i departamentals del 2015). Són conselleres per aquest cantó Ségolène Neuville i Alexandre Reynal, tots dos del Partit Socialista francès.

### Serveis comunals mancomunats
Bula d'Amunt forma part de la Comunitat de comunes de Rosselló - Conflent, amb capitalitat a Illa, juntament amb Illa, Bellestar, Bulaternera, Casafabre, Corbera, Corbera la Cabana, Cornellà de la Ribera, Glorianes, Millars, Montalbà del Castell, Nefiac, Prunet i Bellpuig, Rodès, Sant Feliu d'Amunt i Sant Miquel de Llotes.

## Ensenyament i cultura
Bula d'Amunt no disposa actualment de cap mena d'establiment escolar, i, com en molts altres pobles, l'antic edifici de l'escola serveix actualment de Casa del Comú. Els infants del poble han d'anar a escola maternal o primària a Bulaternera, Vinçà, Rodès, Illa o Corbera de les Cabanes. Per a la secundària, els col·legis més propers són a Illa, Tuïr, Arles, Ceret o Prada; pel que fa al batxillerat, el més proper és el Liceu de Ceret.